# Harald Ingholt
Kai Harald  Ingholt, född 11 mars 1896 i Köpenhamn, död 28 oktober 1985 i Hamden, Connecticut, var en dansk filolog och arkeolog.
Harald Ingholt blev teologie kandidat 1922 och filosofie doktor 1928 med avhandlingen Studier over palmyrensk Skulptur. Han var fellow vid amerikanska arkeologiska skolan i Jerusalem 1924–1925 och deltog härunder samt 1928 i utgrävningar i Palmyra. Ingholt var underinspektör vid Ny Carlsberg Glyptotek 1925–1930, lecturer vid amerikanska universitetet i Beirut och samtidigt ledare för Carlsbergsfondens utgrävningar i Hama 1931–1938, docent i hebreiska vid Aarhus universitet 1939–1941 och anställdes vid Yale University 1942. Ingholt var utgivare av den arkeologiska tidskriften Berytus.

## Utmärkelser
- Riddare av Dannebrogorden,  1946[7]

[Redigera Wikidata]